# Strabla (stacja kolejowa)
Strabla – stacja kolejowa w Strabli, w województwie podlaskim, w Polsce.

## Ruch pasażerski
| Rok  | Wymiana pasażerska na dobę |
| ---- | -------------------------- |
| 2017 | 20-49                      |
| 2022 | 20-49                      |

Dworzec, o konstrukcji drewnianej, jest zamknięty. Jeden peron wyspowy. Stacja posiada trzy tory główne (1, 2 i 3) oraz dwa tory ładunkowe (5, częściowo rozebrany, oraz 7). Ruch pociągów prowadzony jest przez jeden okręg nastawczy – „St” z urządzeniami przekaźnikowymi i sygnalizacją świetlną. Nastawnia dysponująca pełni również funkcję strażnic przejazdowych dla dwóch przejazdów kolejowo-drogowych. Nadzór na przejazdem południowym i głowicą rozjazdową odbywa się przy pomocy telewizji przemysłowej. Wcześniej istniał tam posterunek SKP. W stacji (km 48,500) znajduje się kratowy most stalowy z trzema przęsłami z roku 1948 o długości 136 metrów nad starorzeczem i rzeką Narew. Przy brzegu istniała wieża ciśnień.
W latach 2017–2020 na stacji prowadzone były prace modernizacyjne obejmujące swym zakresem układ torowy, rozjazdy, urządzenia sterowania ruchem kolejowym oraz peron.

## Galeria

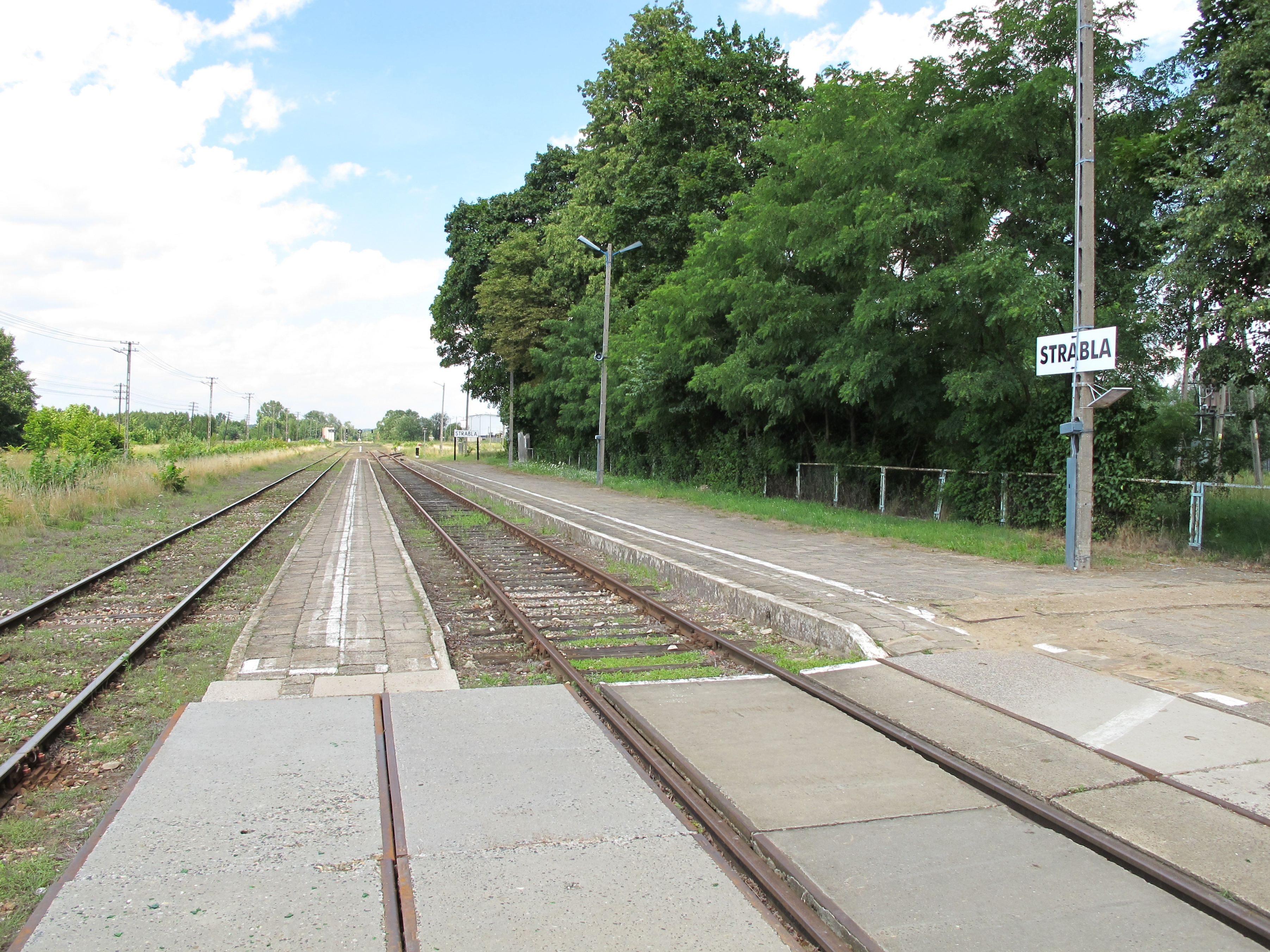
Widok na stację przed pracami modernizacyjnymi prowadzonymi w latach 2017–2019.
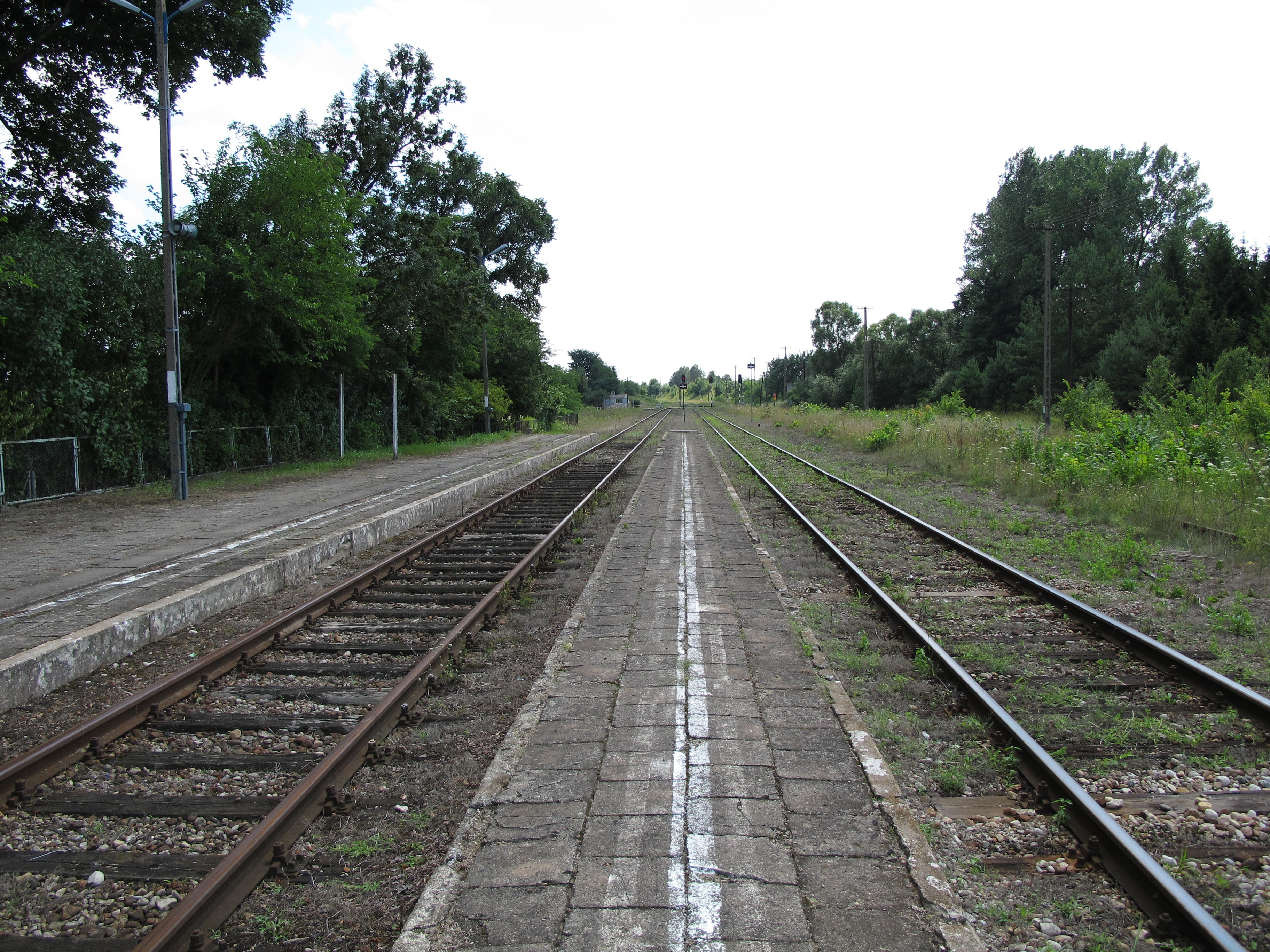
Widok na stację przed pracami modernizacyjnymi prowadzonymi w latach 2017–2019.
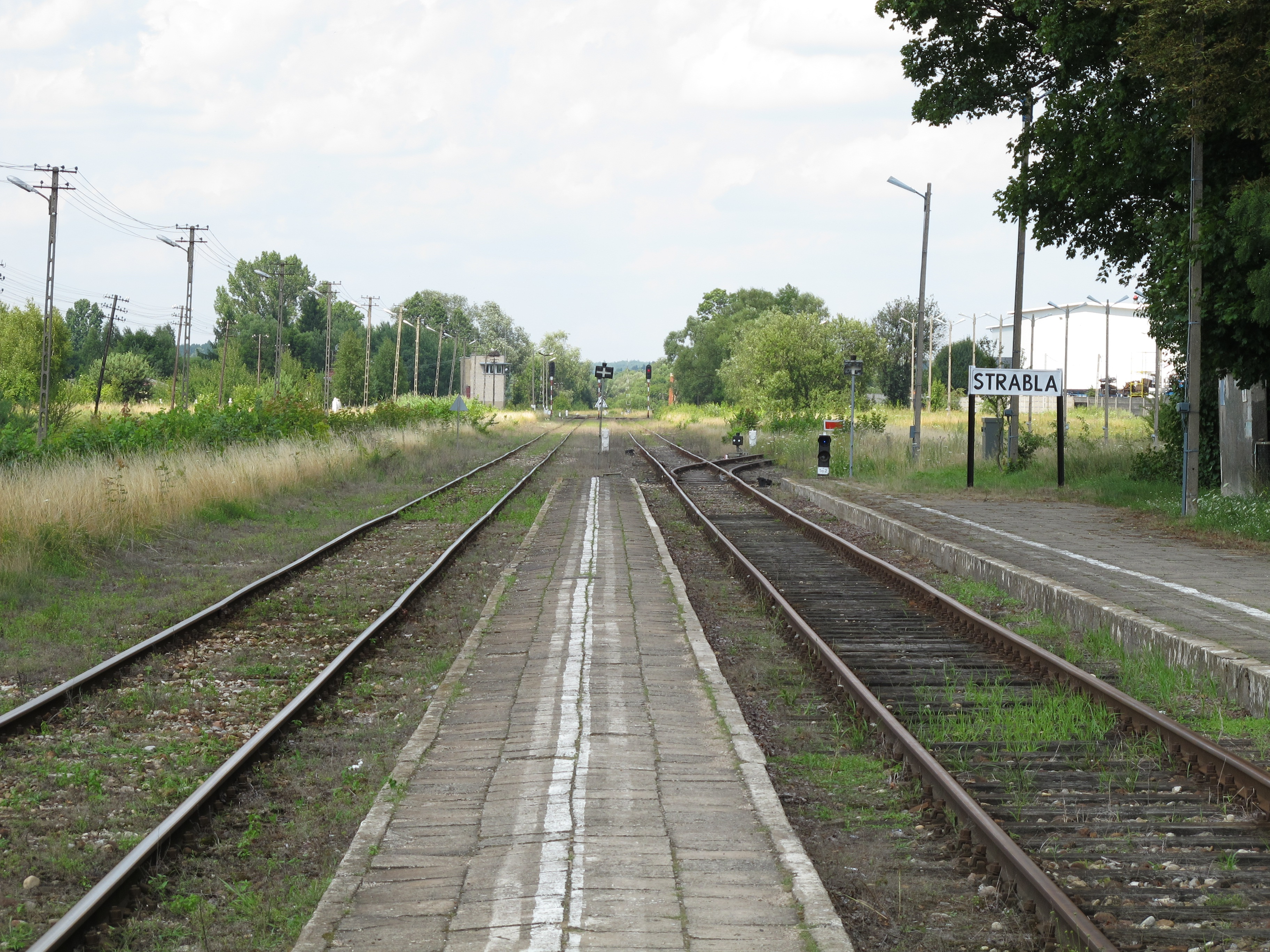
Widok na stację przed pracami modernizacyjnymi prowadzonymi w latach 2017–2019.

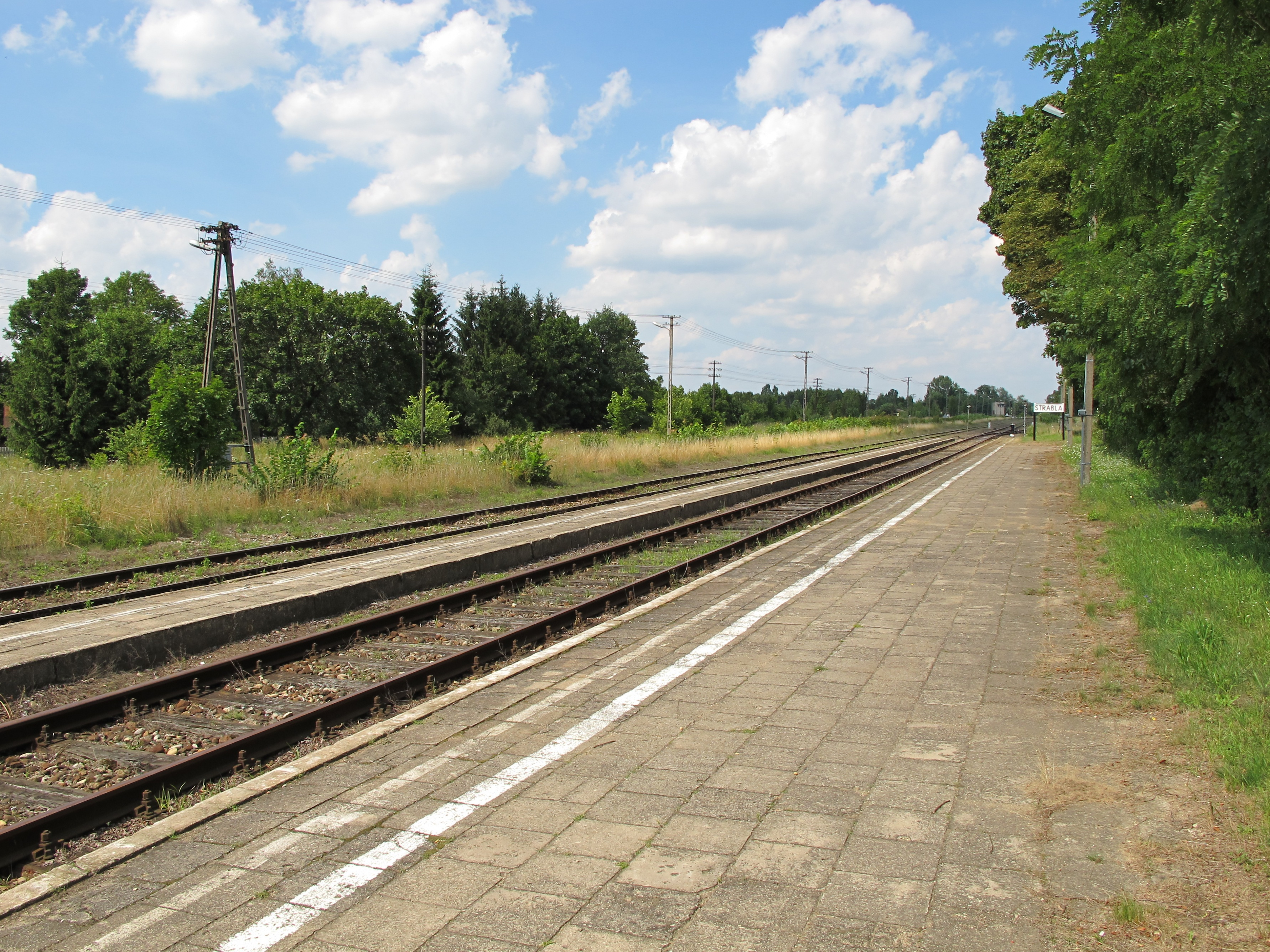
Widok na stację przed pracami modernizacyjnymi prowadzonymi w latach 2017–2019.
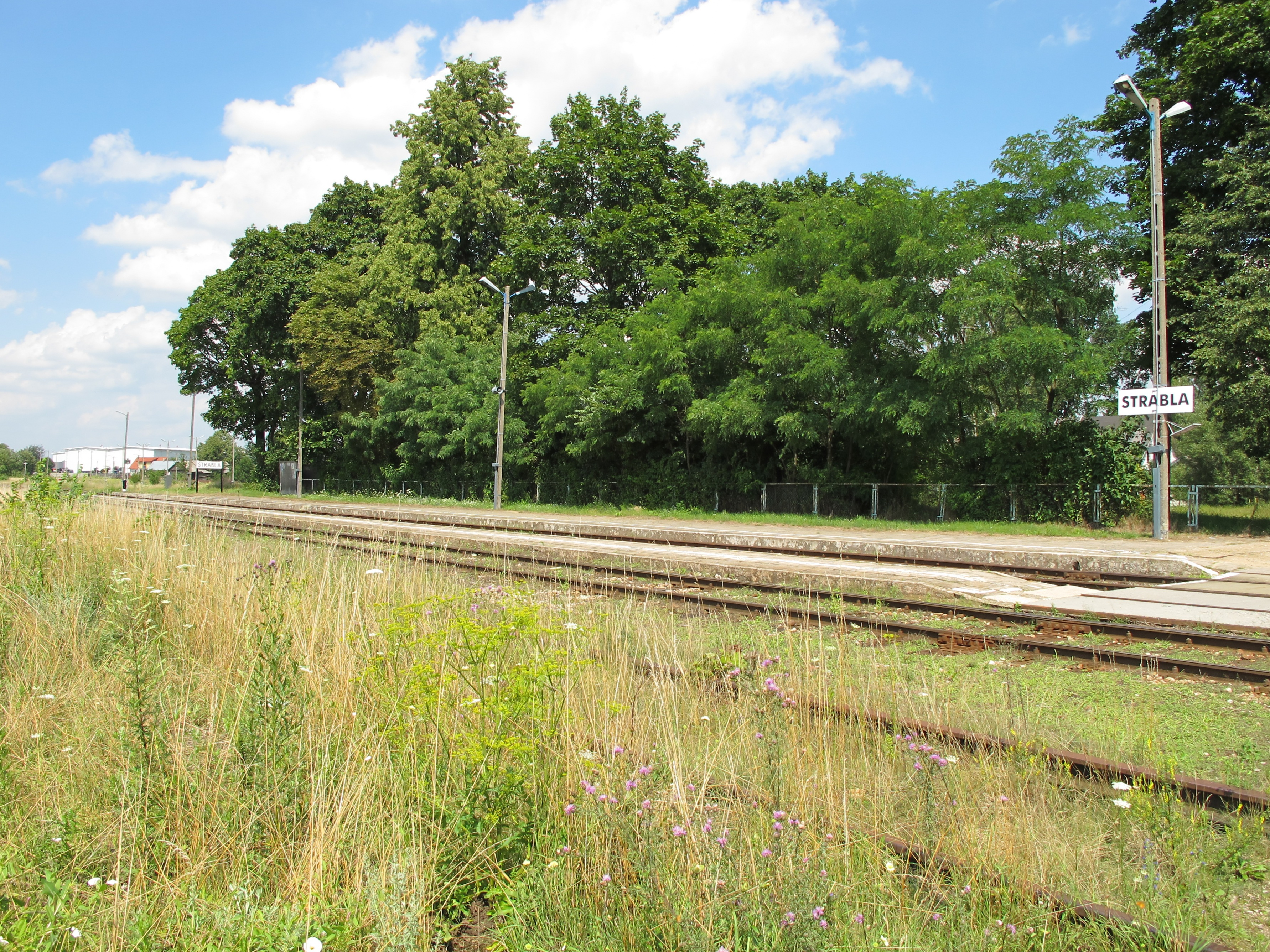
Widok na stację przed pracami modernizacyjnymi prowadzonymi w latach 2017–2019.
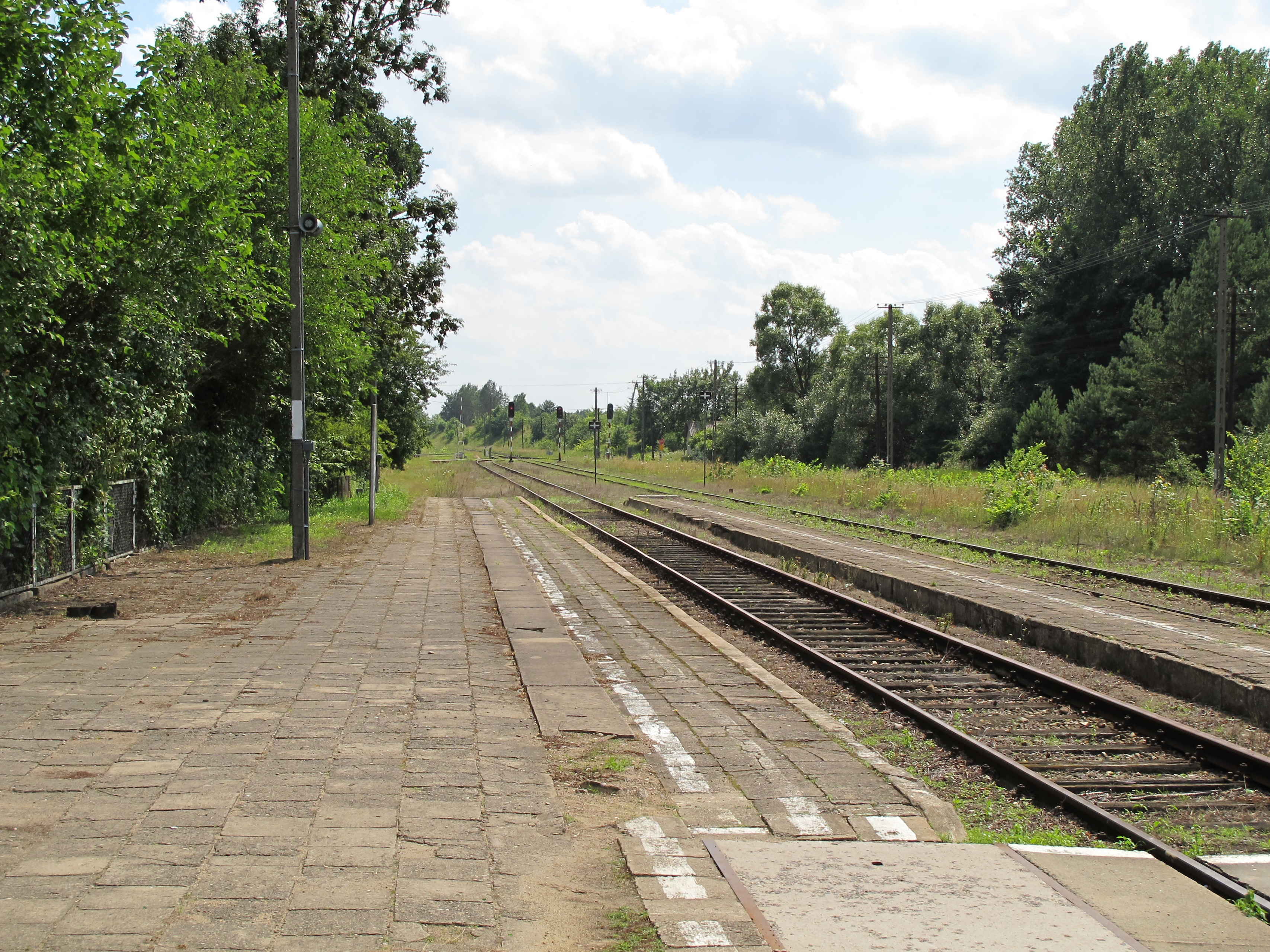
Widok na stację przed pracami modernizacyjnymi prowadzonymi w latach 2017–2019.
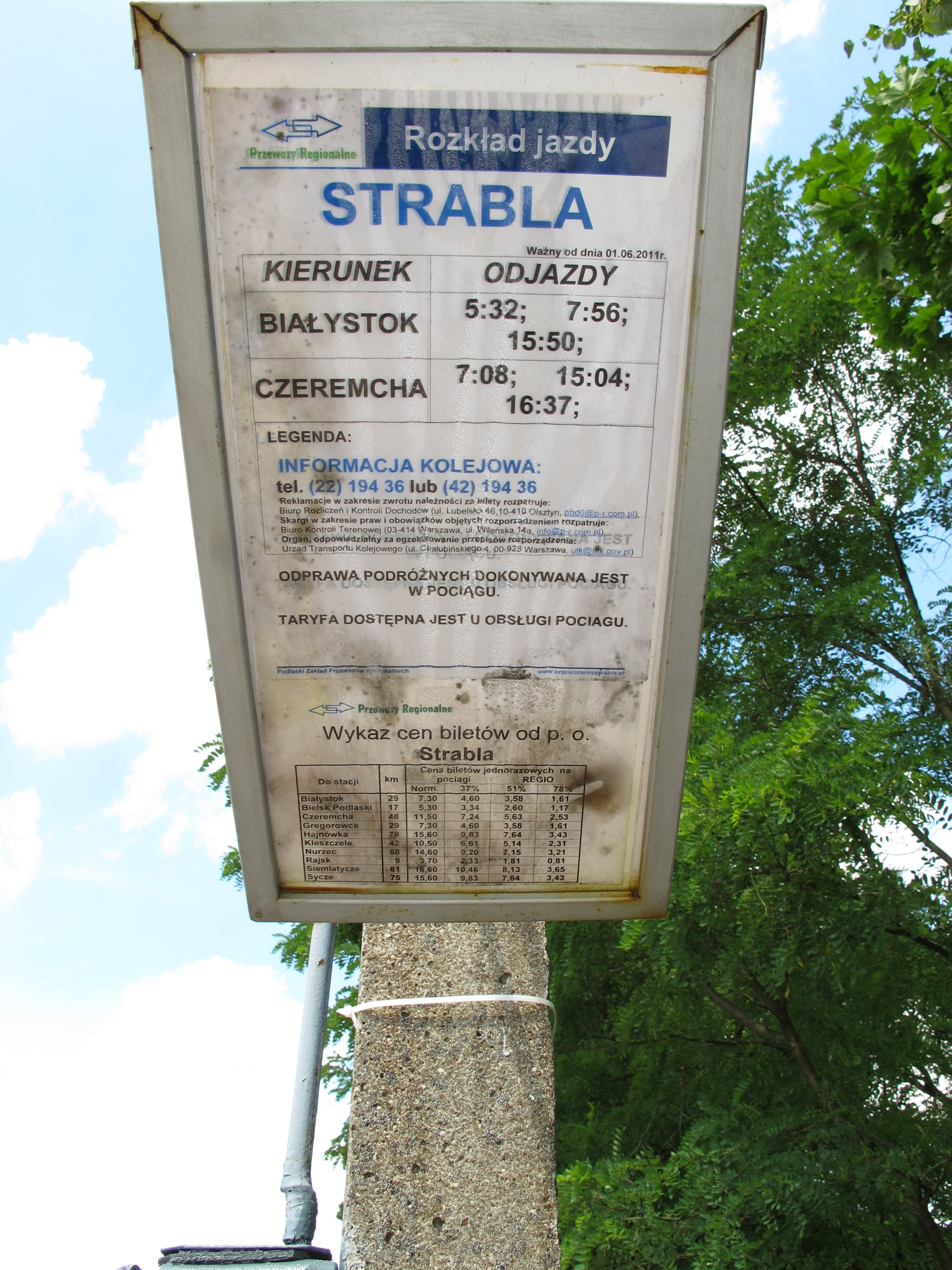
Rozkład jazdy pociągów.